# Cidade Perdida
Cidade Perdida é uma telenovela brasileira produzida e exibida pela Record, substituindo Éramos Seis e sendo substituída por Aqueles Olhos. Foi escrita e dirigida por Waldemar de Moraes. A novela era transmitida ao vivo, uma vez que na época ainda não existia videotape no Brasil, exibidas em dois capítulos semanais.  Em 2006, Carlos Lombardi ambientou a novela Pé na Jaca da TV Globo numa cidade também chamada Deus Me Livre, no interior de São Paulo.

## Enredo
A novela conta a história da cidade de Deus Me Livre, no sertão de Pernambuco, esquecida no tempo.

## Elenco
| Ator            | Personagem |
| --------------- | ---------- |
| Gonzaga Blota   | Osvaldo    |
| Randal Juliano  | Lourenço   |
| Daisy Santana   | Carmen     |
| Walter Seyssel  |            |
| Luiz Dias       |            |
| Sylvio Silveira |            |